# Sertularella parvula
Sertularella parvula är en nässeldjursart som beskrevs av Mammen 1965. Sertularella parvula ingår i släktet Sertularella och familjen Sertulariidae. Inga underarter finns listade i Catalogue of Life.